# Хом'яков Дмитро Михайлович
Дмитро Михайлович Хом'яков (рос. Дмитрий Михайлович Хомяков; 2 липня 1985, м. Омськ, СРСР) — російський хокеїст, правий захисник. 
Виступав за «Кристал» (Саратов), «Мостовик» (Курган), «Трактор» (Челябінськ), «Газовик-Універ» (Тюмень), «Газовик» (Тюмень), «Зауралля» (Курган), «Нафтовик» (Леніногорськ), ХК «Рязань», «Молот-Прикам'є» (Перм), «Газпром-ОГУ» (Оренбург), «Торос» (Нефтекамськ), «Хімволокно» (Могильов).